# Sanciones internacionales durante la guerra ruso-ucraniana
Las sanciones internacionales han sido impuestas durante la guerra ruso-ucraniana por numerosos países en contra de Rusia y Crimea tras la anexión rusa de Crimea, la cual sucedió a finales de febrero de 2014 y la invasión rusa de Ucrania iniciada en 2022. Bielorrusia también ha sido sancionada. Las sanciones estuvieron impuestas por la Organización de las Naciones Unidas (ONU) , los Estados Unidos, la Unión Europea y otros países y organizaciones internacionales contra personas, negocios y oficiales de Rusia y Ucrania. Rusia respondió con sanciones contra un número de países, incluyendo un veto temporal hacia las importaciones alimentarias de Australia, Canadá, Noruega, Japón, los Estados Unidos y la UE.

Bielorrusia, Rusia (por el Reino Unido)
----
Sanciones a Rusia en 2014:
La Unión Europea (incluyendo al Reino Unido antes del Brexit)
Estados Unidos y otros países

## Sanciones

### Unión Europea
El Consejo de la Unión acordó el 17 de marzo imponer sanciones (durante seis meses) contra 21 funcionarios de Ucrania y Rusia, incluyendo la prohibición de viajar y la congelación de activos. El 20 de marzo, la Comisión amplió la “lista negra” que incluyó un total de 33 personas sancionadas a causa de la cuestión ucraniana.
En abril, el Consejo de la Unión acordó ampliar en 15 personas la lista de rusos y ucranianos a los que decidió congelar sus bienes y prohibir el visado para acceder a territorio comunitario por su implicación en la guerra del Dombás. El 12 de mayo, los ministros de Exteriores de los Estados miembros impusieron sanciones contra 13 ciudadanos rusos y dos empresas crimeas. No obstante, Grecia, Chipre, Bulgaria, Hungría, Luxemburgo, Austria, España, Portugal, Malta y Finlandia, votaron en contra de activar restricciones económicas y comerciales a Rusia.
El Consejo Europeo acordó restricciones a la cooperación económica con Rusia en julio de 2014. Solicitó al Banco Europeo de Inversiones (BEI) que suspendiera la firma de nuevas operaciones de financiación en Rusia, y los Estados miembros acordaron coordinar sus posiciones en el consejo de administración del Banco Europeo para la Reconstrucción y el Desarrollo (BERD) con vistas a suspender también la financiación de nuevas operaciones. Además se revaluó la aplicación de los programas de cooperación regional y bilateral de la UE con Rusia y se suspendieron varios programas.
Una de las consecuencias de las sanciones de la UE a Rusia son dificultades económicas para compañías rusas como RUSAL, especializado en la exportación de aluminio. Por otro lado, las sanciones también han perjudicado en el interior de la UE, como es en el caso de los agricultores españoles que exportaban a Rusia, que en 2017 denunciaban pérdidas por un valor de 1 500 millones de euros. Las sanciones también afectaron a la economía de Alemania que en 2015 contrajo en un 35 % sus relaciones comerciales y cerca de 400 empresas con capital alemán dejaron de operar en Rusia. Pese a las sanciones, Alemania continúa siendo uno de los mayores inversores que según datos del Banco Central de Rusia, alcanzan una cifra cercana a los US$13 000 millones.
En otros aspectos, el 6 de marzo Instituciones europeas (concretamente la Comisión Europea) anunciaron que suspenderían las conversaciones bilaterales con Rusia sobre asuntos de visado y cancelaron el sistema de cumbres periódicas Unión Europea-Rusia. Además amenazaron con implementar prohibiciones de viajes y la congelación de activos a ciudadanos rusos.

### Estados Unidos
A mediados de marzo, el presidente estadounidense Barack Obama anunció sanciones contra siete funcionarios rusos (del gobierno y de ambas cámaras del Parlamento ruso) y contra el primer ministro de Crimea, el presidente del Consejo Supremo de Crimea y Víktor Yanukóvich, el presidente depuesto de Ucrania. La medida supuso el bloqueo de propiedades y cuentas que los sancionados tengan en Estados Unidos así como la prohibición de su entrada en suelo estadounidense. Esta medida generó reacciones en Rusia, donde los sancionados declararon que no poseían ni bienes ni cuentas en Norteamérica.
La Casa Blanca anunció el 28 de abril nuevas sanciones contra Rusia, incluyendo medidas contra 7 ciudadanos rusos y 17 empresas. En la lista de individuos sancionados figuran, entre otros, el presidente del Comité de Asuntos Internacionales de la Duma rusa, Alekséi Pushkov, el director ejecutivo de Rosneft, Ígor Sechin, Oleg Beláventsev, representante presidencial en el Distrito Federal de Crimea y el vice primer ministro ruso, Dmitri Kózak. Además, el Departamento de Comercio y el de Estado anunciaron una nueva política que permitiría rechazar cualquier exportación de alta tecnología «que pueda contribuir a las capacidades militares de Rusia». En cuanto a la lista de empresas rusas sancionadas se incluía a la compañía de ingeniería rusa Stroytransgaz y los bancos Investcapitalbank y Sobinbank.
El 16 de julio, Estados Unidos impuso nuevas sanciones unilateralmente contra Rusia. En esta ocasión los sancionados son el ministro de asuntos de Crimea, Oleg Savéliev, el ayudante del presidente ruso, Ígor Schógole, el vicepresidente de la Duma Estatal, Serguéi Nevérov y la Corporación Kaláshnikov. También hay otros funcionarios y empresas rusas y crimeas. También aparece en la lista el primer ministro de la autoproclamada República Popular de Donetsk, Aleksandr Zajárchenko, debido a la Guerra del Dombás.

### Otros países
Japón anunció sanciones más leves que Estados Unidos y la Unión Europea. Estos incluyeron la suspensión de las negociaciones relativas a los militares, el espacio, la inversión y los requisitos de visado.
Australia anunció el 20 de marzo sanciones contra Moscú tras la anexión de Crimea. Esto fue dicho ante el parlamento australiano por la ministra de Asuntos Exteriores de Australia, Julie Bishop, que se refirió a sanciones financieras y de viaje contra doce figuras políticas rusas, sin revelar sus nombres, bloqueando cuentas y prohibiendo la entrada al país. Al día siguiente, Canadá impuso sanciones contra 14 altos funcionarios rusos, así como contra el banco ruso Rossía.
El 12 de mayo, un día después de los referéndums sobre el estatus político de Donetsk y Lugansk, el primer ministro canadiense, Stephen Harper, anunció la imposición de sanciones contra doce ciudadanos rusos y ucranianos.
En cuanto a otros países europeos, el Reino Unido, Noruega, Austria, Suiza y Liechtenstein también impusieron sanciones.

## Respuesta de Rusia
En respuesta a las sanciones establecidas por los Estados Unidos y la Unión Europea, la Duma rusa aprobó el 18 de marzo —por unanimidad— una resolución pidiendo que todos los miembros de la Duma sean incluidos en la lista de sanciones. El jefe de la oposición del partido Rusia Justa, Serguéi Mirónov dijo que estaba orgulloso de ser incluido en dicha lista. Por su parte, el Ministerio de Relaciones Exteriores de Rusia publicó una lista de sanciones hacia ciudadanos estadounidenses, que consistía en 10 nombres, incluyendo John Boehner, John McCain, Robert Menéndez, Mary Landrieu y dos asesores de Obama. Varios de los sancionados respondieron con orgullo por su inclusión en la lista.
El 25 de marzo, activistas rusos lanzaron en Internet un proyecto donde cualquier ciudadano podía suscribirse para incluirse voluntariamente a la lista de sancionados por Estados Unidos. Hacia mediados de abril habían firmado más de 52 000 personas. El 17 de abril se llevó a cabo un mitin cerca de la Embajada de Estados Unidos en Moscú, después de que la lista fuese presentada en la misión diplomática.
A finales de abril, el presidente de Rusia, Vladímir Putin, advirtió que podría reconsiderar la participación de las empresas energéticas occidentales en su economía, e incluso expulsarlas de suelo ruso, si Estados Unidos y la Unión Europea insistían en imponer sanciones unilaterales contra su país. El mandatario también instó a los BRICS en a «protegerse de ataques con sanciones» de Estados Unidos.
El 27 de abril, Rusia dejaba de suministrar gas a Polonia y Bulgaria. Un días después el Gobierno húngaro confirmó que pagaría en rublos el gas y el petróleo.

### En 2022
En respuesta a la Invasión rusa de Ucrania la Unión Europea, Estados Unidos y diferentes países occidentales impusieron de inmediato las sanciones masivas preparadas semanas antes, ya que desde tres meses antes de la invasión (noviembre de 2021) hubo un despliegue militar constante de tropas rusas en la frontera de Rusia con Ucrania, alcanzando hasta los 175 mil soldados, ante la situación, servicios de inteligencia estadounidenses y europeos afirmaban que Rusia invadiría Ucrania a principios del año 2022, como así fue.
En Rusia, la primera ronda de sanciones económicas en respuesta a la invasión rusa de Ucrania tuvo un efecto inmediato. La bolsa rusa se desplomó, cayendo un 39 %, según lo medido por el RTS Index, el 24 de febrero de 2022, el primer día de la invasión, con caídas similares en los días siguientes. El rublo cayó a mínimos históricos cuando los rusos se apresuraron a cambiar dinero. Las bolsas de valores de Moscú y San Petersburgo fueron suspendidas. El Banco de Rusia (Banco Central) anunció sus primeras intervenciones en el mercado desde la adhesión de Crimea a Rusia en 2014 para estabilizar el mercado. También elevó las tasas de interés al 20 % y prohibió a los extranjeros vender valores locales. Las sanciones ponen al fondo soberano de Rusia en riesgo de desaparecer. Se han reportado largas filas y cajeros automáticos vacíos en ciudades rusas.
La segunda ronda de sanciones dirigida a varios bancos rusos retirados de SWIFT y con sanciones directas al Banco de Rusia vio caer el valor del rublo un 30 % frente al dólar estadounidense, a tan solo ₽119/$1 a partir del 28 de febrero de 2022. El Banco de Rusia elevó las tasas de interés al 20 % como resultado, en un intento de equilibrar el rublo que se hunde, cerró temporalmente la Bolsa de Valores de Moscú, ordenó que todas las empresas rusas vendieran el 80 % de las reservas de divisas y prohibió que los extranjeros liquidaran activos en Rusia.

### Boicot a Bielorrusia y Rusia
Después de que Rusia invadiera Ucrania el 24 de febrero de 2022, dos países que no habían participado previamente en las sanciones, a saber, Corea del Sur y el estado no miembro de la ONU Taiwán, se involucraron en las sanciones económicas contra Rusia. El 28 de febrero de 2022, Singapur anunció que impondrá sanciones bancarias contra Rusia por la invasión de Ucrania, convirtiéndose así en el primer país del sudeste asiático en imponer sanciones a Rusia; la medida fue descrita por South China Morning Post como "casi sin precedentes". Las sanciones también incluyeron materiales que podrían usarse para armar contra Ucrania, así como dispositivos electrónicos, tecnológicos y otros equipos relacionados, que se enumeraron en una declaración detallada el 5 de marzo.
El 28 de febrero de 2022, se bloqueó el acceso del Banco Central de Rusia a más de $400 mil millones en reservas de divisas en el extranjero y la UE impuso sanciones a diversos oligarcas y políticos rusos.